# Bryomima hakkariensis
Bryomima hakkariensis är en fjärilsart som beskrevs av De Freina och Hermann Hacker 1985. Bryomima hakkariensis ingår i släktet Bryomima och familjen nattflyn. Inga underarter finns listade i Catalogue of Life.